# ألف بنتلي (لاعب كرة قدم)
ألف بنتلي (بالإنجليزية: Alf Bentley)‏ (28 أكتوبر 1931 - 15 أكتوبر 1996) هو لاعب كرة قدم بريطاني في مركز حراسة المرمى. لعب مع كوفنتري سيتي.